# Transit 5A
Transit 5A – amerykański technologiczny satelita wojskowy, działający prototyp, który testował system nawigacji dla okrętów podwodnych US Navy przenoszących pociski balistyczne typu UGM-27 Polaris. Uległ awarii pierwszego dnia misji.
Misję finansowało Naval Research Laboratory (NRL) z ramienia US Navy. Statek zbudowało NRL i Johns Hopkins University.